# Дан Сентер (Северна Дакота)
Дан Сентер (енгл. Dunn Center) град је у америчкој савезној држави Северна Дакота.

## Демографија
По попису из 2010. године број становника је 146, што је 24 (19,7%) становника више него 2000. године.
| Група             | 2000.       | 2010.       |
| Белци             | 111 (91,0%) | 137 (93,8%) |
| Афроамериканци    | 0 (0,0%)    | 0 (0,0%)    |
| Азијати           | 0 (0,0%)    | 0 (0,0%)    |
| Хиспаноамериканци | 0 (0,0%)    | 2 (1,4%)    |
| Укупно            | 122         | 146         |